# Doom
Doom (scritto DOOM in caratteri maiuscoli sulla documentazione ufficiale) è un videogioco creato da id Software e pubblicato nel 1993 per PC, e successivamente per diverse console. Insieme a Wolfenstein 3D, è ritenuto uno degli esempi più influenti del genere sparatutto in prima persona.
Combinando un innovativo uso della grafica 3D, uno stile di gioco semplice e veloce e un elevato tasso di violenza, in breve tempo diventò molto popolare, tanto che per diversi anni dopo la sua pubblicazione questo genere di giochi veniva normalmente chiamato "alla Doom" (o Doom clone in lingua inglese).
Nel 1997 è stato stimato che la versione shareware (che comprende il primo dei tre episodi del gioco) sia stata prelevata e giocata da almeno 15 milioni di persone.
Doom ha avuto numerosi adattamenti: realizzato originariamente per il sistema operativo MS-DOS, è stato convertito per Windows 95 in occasione del lancio delle DirectX di Microsoft, oltre che sulla maggior parte delle console disponibili. Diversi sono anche i seguiti che formano la serie Doom, a partire da Doom II: Hell on Earth del 1994, The Ultimate Doom (1995), riedizione comprendente i primi tre episodi originali, più un quarto inedito, Thy Flesh Consumed; Final Doom del 1996, due episodi separati (intitolati The Plutonia Experiment e TNT: Evilution) non sviluppati dalla id Software bensì da rispettivamente Dario e Milo Casali e Team TNT; Master Levels for Doom II (1995), una raccolta di livelli aggiuntivi, e Doom 64 (1997), un remake per Nintendo 64. Il capitolo successivo, Doom 3, è stato pubblicato nel 2004 e ha abbandonato l'ormai obsoleta tecnologia dei primi capitoli, pubblicati agli inizi degli anni novanta, per abbracciare quella delle nuove generazioni di PC e console; nel 2005 è stato pubblicato uno spin-off per telefoni cellulari intitolato Doom RPG, mentre uno per iPhone, dal titolo di Doom Resurrection, è stato pubblicato nel 2009.
Il 7 maggio 2008 la id Software ha annunciato l'inizio dello sviluppo di Doom 4, poi ribattezzato semplicemente Doom, realizzato con il motore grafico Id Tech 6. Lo sviluppo del gioco è ripartito da zero nel 2011 e a giugno 2014 è stato presentato un teaser trailer di Doom all'Electronic Entertainment Expo 2014 e al QuakeCon 2014, pubblicato quindi a maggio 2016. Un sequel, Doom Eternal, è stato pubblicato il 20 marzo 2020. Un terzo capitolo della saga reboot, intitolato Doom: The Dark Ages, verrà rilasciato il 14 Maggio 2025.

## Storia
Nell'autunno 1992, poco dopo il successo di Wolfenstein 3D, la id spostò la sua sede a Mesquite, in Texas, e si separò dall'ex publisher Apogee Software. La maggior parte dei membri del team cominciò subito lo sviluppo di Spear of Destiny, versione commerciale di Wolfenstein 3D distribuita da FormGen, mentre John Carmack era libero di sviluppare una nuova tecnologia, ben più avanzata del precedente motore grafico. Questa avrebbe permesso caratteristiche come l'utilizzo di texture e di variazioni di altezze nei piani orizzontali, illuminazione variabile e stanze non necessariamente ortogonali. Una versione preliminare venne data in licenza alla Raven Software, che realizzò con essa Shadowcaster.
Tom Hall, direttore creativo, propose di creare una nuova versione di Commander Keen a tre dimensioni, mentre qualcuno propose di acquistare i diritti di Aliens - Scontro finale per realizzarne un adattamento. Il primo progetto naufragò dopo poco perché gli altri membri (Adrian Carmack, John Romero e Kevin Cloud) ritenevano la tecnologia sviluppata "troppo brutale", mentre il secondo, dopo alcuni preliminari contatti con la 20th Century Fox venne abbandonato perché ritenuto troppo limitante per la libertà creativa.
Alla fine venne accettata l'idea di base di John Carmack, ovvero "demoni contro tecnologia". Doom sarebbe stato l'ideale incontro tra Aliens - Scontro finale e La Casa 2: dal primo sono state prese le atmosfere futuristiche e claustrofobiche (in particolare nel primo episodio, ambientato sul satellite di Marte Phobos); inoltre sono diversi i punti in comune fra la UAC e l'altra corporazione fittizia Weyland-Yutani. Dal film di Sam Raimi derivano l'aspetto grottesco dei mostri, l'uso di armi come il fucile a pompa e la motosega, e in generale la tematica splatter. L'inserimento dei demoni è derivato da una lunga sessione di Dungeons & Dragons giocata dalla id, che conteneva, fra le altre cose, una spada chiamata Daikatana. Anche lo stesso nome Doom (che in italiano può essere tradotto come "condanna") ha un'origine cinematografica: fu scelto da John Carmack dopo la visione del film Il colore dei soldi, dove viene nominato in una battuta pronunciata da Tom Cruise:
(John Carmack)
Nonostante Tom Hall non fosse entusiasta come i colleghi di realizzare Doom, cominciò a proporre alcune idee che avrebbero reso il gioco ben più profondo e complesso di Wolfenstein 3D, raccogliendole in un documento chiamato Doom bible ("Bibbia di Doom"). La trama, più complessa e profonda, era suddivisa in sei episodi, e sarebbe stata raccontata attraverso alcune scene animate di intermezzo. Sarebbe stato possibile selezionare il personaggio da una rosa di cinque, dotati di caratteristiche e abilità diverse, influenti sullo stile di gioco; erano presenti armi e power-up più simili a quelli dei videogiochi di ruolo che a uno sparatutto.
Tuttavia John Carmack non apprezzava il lavoro di Hall, a partire dalla trama che riteneva poco adatta e inutilmente complessa:
(John Carmack)
Inoltre, Romero giudicava i livelli creati da Hall troppo simili a quelli di Wolfenstein, poco fantasiosi e inadatti a mostrare le potenzialità del nuovo motore grafico. Questo "conflitto creativo" terminò nell'estate 1993, quando Tom Hall venne costretto, dagli altri membri del team, a dimettersi. Alcuni passaggi base vennero comunque mantenuti, spesso con alcune modifiche: ad esempio, il gioco era originariamente ambientato in una base militare della "UAAF" (United Aerospace Armed Forces) sul pianeta "Tei Tenga". Diversi livelli e oggetti scartati possono essere visti nelle versioni alpha e beta di Doom; altre sono state in parte riutilizzate dallo stesso Hall in Rise of the Triad e dalla stessa id Software in titoli successivi (come l'idea della monorotaia che apparirà in Quake 2 e i terminali interattivi in Doom 3).
La prima versione pubblica e ufficiale di Doom (alcune versioni beta illegali perché destinate alla stampa erano già presenti in alcune BBS) venne trasmessa nel server FTP dell'Università di Wisconsin-Madison intorno alla mezzanotte del 10 dicembre 1993: pochi minuti dopo, l'eccessivo numero di utenti che cercavano di scaricare in contemporanea il file provocò il crash del sistema. Nei primi cinque mesi dalla pubblicazione, la versione shareware venne prelevata da un milione e mezzo di persone.

## Trama
Il giocatore indossa i panni di un marine spaziale, che nella letteratura dedicata al gioco viene indicato come "Flynn Taggart", ma più in generale viene indicato con il termine Doomguy (letteralmente "tizio di Doom"), trasferito su Marte per aver assalito un superiore che gli aveva ordinato di sparare su civili disarmati. Costretto a lavorare per la Union Aerospace Corporation, il protagonista viene inviato ad indagare su un misterioso incidente avvenuto nel corso dello svolgimento di esperimenti militari sul teletrasporto tra le due lune Phobos e Deimos: orde di mostri hanno cominciato ad uscire dai portali di teletrasporto e il satellite Deimos è sparito. Il personale residente su Phobos, inoltre, è stato trucidato o trasformato in zombie. Una volta arrivato alla base su Phobos, il marine è lasciato all'esterno per mantenere le comunicazioni con Marte, mentre il resto della squadra entra nell'edificio. Presto però il contatto radio con gli altri membri del team si interrompe e il marine entra nella base per indagare sull'accaduto.

### Episodi e livelli
Per poter arrivare alla fine del gioco, il giocatore deve aprirsi la strada lungo tre episodi, ognuno contenente otto livelli più uno segreto e facoltativo, raggiungibile attraverso un'uscita nascosta.
Knee-Deep in the Dead, il primo episodio e il solo disponibile nella versione shareware, si svolge in alcuni edifici della base ad alta tecnologia della UAC su Phobos; termina con un combattimento contro due Baroni dell'Inferno, prima di entrare in un teletrasporto che porta a Deimos dove il protagonista è circondato da nemici e, apparentemente, ucciso.
Nel secondo episodio, Shores of Hell, il giocatore viaggia nell'installazione di Deimos, le cui aree sono parzialmente invase dalla tecnologia dei demoni. Dopo l'incontro con il Cyberdemone, si scopre la verità sulla luna scomparsa: si trova ora sospesa sopra l'Inferno.
Il giocatore quindi scende sulla superficie dove ha luogo il terzo episodio, Inferno appunto. Dopo aver distrutto il mostro finale, lo Spider Mastermind, si apre un portale con cui l'eroe che si è "dimostrato troppo duro perché l'inferno lo possa contenere" può tornare a casa sulla Terra. L'espansione The Ultimate Doom aggiunge un quarto episodio, Thy Flesh Consumed, riguardante il viaggio di ritorno del marine.

## Modalità di gioco
Come in tutti gli sparatutto in prima persona, tutto il gioco è visto direttamente dagli occhi del protagonista, il cui scopo è fermare l'invasione dei demoni e ritornare sulla Terra. Il mondo di gioco è suddiviso in livelli, più vasti e complessi mano a mano che si prosegue; oltre ai nemici sono presenti trappole (soffitti che schiacciano il giocatore e vasche di rifiuti tossici) ma anche zone segrete contenenti diversi power-up, in grado di facilitare gli scontri con le creature.
Per completare i livelli è necessario trovare la porta di uscita, caratterizzata dalla scritta rossa "EXIT": di solito è posta in zone inizialmente irraggiungibili dal giocatore, che deve esplorare l'ambiente trovando chiavi o attivando interruttori in grado di sbloccare gli ostacoli. L'ultimo livello di ogni episodio, strutturalmente più semplice degli altri, è caratterizzato dalla sfida con un boss.

### Nemici
I nemici presenti in Doom rispecchiano la peculiare fusione di elementi horror e fantascientifici: se da un lato sono presenti zombi posseduti dalle forze infernali e diversi tipi di demoni, appaiono anche mostri dotati di appendici cibernetiche. Molti di essi possiedono due attacchi, uno corpo a corpo (nel caso di vicinanza con il giocatore) e uno da lontano: ad esempio, l'Imp, un demone marrone dalla forma umanoide, da vicino graffia con i propri artigli, mentre da lontano lancia palle di fuoco. Non mancano nemici dotati di un solo attacco, come il Demone, incrocio fra un gorilla e un toro dotato di una grossa bocca che usa per mordere il giocatore, o dei marine posseduti, in grado di utilizzare esclusivamente la propria arma.

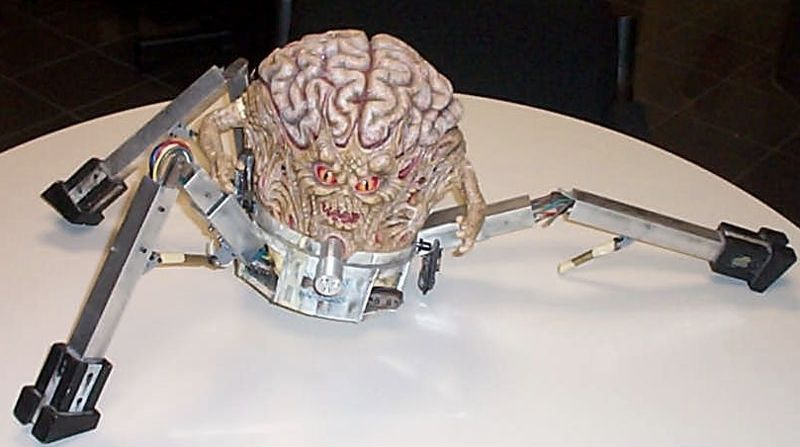
Modello dello Spider Mastermind, creato da Gregor Punchatz

Al contrario degli sparatutto moderni dove, a parte poche eccezioni, si trovano pochi nemici ma difficili da uccidere, in Doom tutte le creature sono dotate di un'intelligenza artificiale piuttosto semplice: non scappano, non si nascondono, non usano tattiche particolari, ma sono presenti in grande quantità; la loro unica capacità è quella di seguire il giocatore appena scoprono la sua presenza, per attaccarlo con le armi a loro disposizione. È anche possibile costringere i mostri di differente tipologia a combattere fra loro, permettendo al giocatore di mettersi al riparo.
Alla fine di ogni episodio c'è un boss, ovvero un mostro più forte di quelli affrontati prima. Quelli del primo episodio, due Baron of Hell, si ripresenteranno nei seguenti episodi come "normali" nemici, mentre la presenza di boss del secondo e del terzo, rispettivamente un Cyberdemone e uno Spider Mastermind, è limitata ad un solo livello.

### Armi e oggetti
In Doom non è presente un vero e proprio inventario: sebbene la quantità di armi e munizioni rimanga invariata passando da un livello all'altro, non è possibile raccogliere per poi utilizzare in seguito gli altri power-up, che infatti si attivano non appena vengono raccolti dal giocatore.
Molte delle armi presenti sono diventate in seguito canoniche negli altri sparatutto in prima persona. Si parte con una pistola e un tirapugni, nel caso le munizioni finiscano, ma possono essere raccolte armi più potenti: una motosega, un fucile a pompa, una mitragliatrice Gatling, un bazooka e, ottenibili solamente nel secondo e terzo episodio, un fucile al plasma e il BFG 9000, arma in grado di uccidere la maggior parte dei nemici con un solo colpo. Le armi utilizzano munizioni differenti (pistola e mitragliatrice condividono i proiettili, così come fucile al plasma e BFG 9000), che possono essere trovate sparse per i livelli o dopo avere ucciso alcuni tipi di nemici.
Sono presenti anche diversi power-up, dai più comuni, in grado di ripristinare i punti ferita o di aumentare il grado di protezione dell'armatura, ad altri dotati di peculiari effetti: uno zaino in grado di aumentare la capacità nel trasportare munizioni; un berserk-pack, in grado di decuplicare la forza dei pugni inflitti ai nemici; degli occhiali che permettono di vedere meglio al buio; una tuta antiradiazioni; una sfera in grado di rendere parzialmente invisibili, e un'altra in grado di rendere il giocatore invulnerabile agli attacchi nemici. Questi ultimi quattro effetti, che quando si attivano modificano il colore della palette su schermo, sono temporanei.
I bonus vitali e i bonus d'armatura (Health Bonus e Armor Bonus, chiamati nel manuale Health potion e Spiritual Armor, cioè pozione di vita e armatura spirituale) aggiungono 1% al rispettivo contatore. Nonostante il loro effetto limitato, sono comunque molto utili, dato che permettono ai contatori di andare oltre il limite di base di 100%, fino ad un massimo di 200%. Altri due oggetti che permettono di raggiungere il limite del 200% sono la Supercarica (Supercharge) e la Megaarmatura (Megaarmor). Il primo oggetto aggiunge un valore di 100% all'energia del giocatore, mentre il secondo setta il valore d'armatura del giocatore al 200%, indipendentemente dal valore posseduto in precedenza. Entrambi gli oggetti sono molto rari e sono sempre nascosti in aree segrete.

## Caratteristiche tecniche
Doom venne sviluppato in linguaggio C su una workstation della NeXT, dotata di sistema operativo NeXTSTEP. La maggior parte del codice è stata scritta da John Carmack, con alcuni interventi di John Romero e Dave Taylor. Il sonoro si appoggiava alla libreria DMX, creata da Paul Radek: questa è stata eliminata dal codice sorgente di Doom distribuito nel 1997, dato che non è di proprietà di id Software ma usata attraverso una licenza commerciale.

### Motore grafico

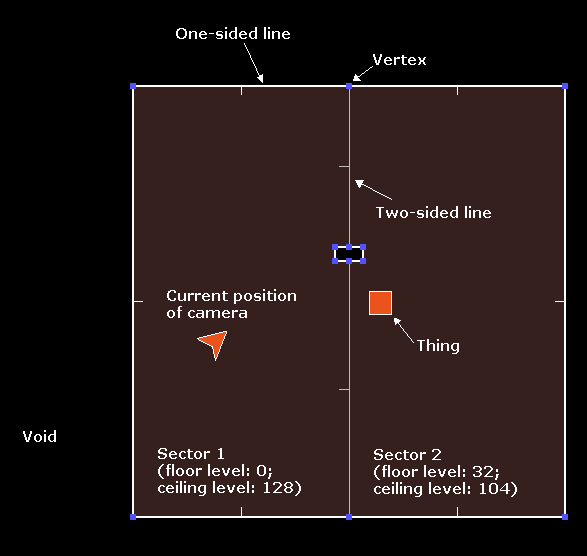
Immagine che mostra un settore all'interno di un livello di Doom

Le novità introdotte rispetto al precedente motore grafico, utilizzato in Wolfenstein 3D e in precedenti titoli id software, furono parecchie: differenze di altezza nelle varie zone dei livelli (tutte le stanze in Wolfenstein 3D sono sullo stesso piano); utilizzo delle texture su tutte le superfici (in Wolfenstein 3D, pavimenti e soffitti sono privi di texture); pareti con angoli maggiori o inferiori ai 90°, sebbene rimangano sempre perpendicolari rispetto a soffitto e pavimento; variazione dei colori e del grado di luminosità delle stanze, anche graduale (tutte le stanze in Wolfenstein 3D hanno la medesima luminosità); piani mobili sull'asse orizzontale, che permisero la realizzazione di ascensori e ponti mobili.
Anche l'audio venne decisamente migliorato; grazie all'introduzione di un sistema stereofonico era ora possibile, ascoltandone i rumori, scoprire il posizionamento di un nemico o l'apertura remota di una stanza segreta.
Per ottenere una buona fluidità di gioco con i processori dell'epoca, Carmack progettò il motore grafico in modo tale che rappresentasse una realtà a tre dimensioni, ma partendo da un piano bidimensionale: il Doom engine non è in grado di ottenere due stanze sovrapposte, perché la differenza di altezza è solamente visiva, mentre il mondo di gioco rimane su un unico piano. Nonostante queste limitazioni, l'illusione era particolarmente riuscita, tanto da provocare nausea ad alcuni giocatori. Carmack scelse inoltre di utilizzare la metodologia della partizione binaria dello spazio per velocizzare il rendering.

### Level Design
Grazie alle maggiori potenzialità del motore grafico, i livelli di Doom sono stati resi maggiormente interattivi: è possibile utilizzare ascensori e ponti mobili, osservare altri tipi di strutture in movimento, modificare la luminosità accendendo e spegnendo luci tramite interruttori. Molte di questi effetti furono programmati da John Romero, che realizzò anche 8 dei 9 livelli del primo episodio: tutti gli altri sono stati realizzati da Sandy Petersen, ingaggiato 10 settimane prima della pubblicazione del gioco per sostituire Tom Hall. Dei 19 livelli totali, 8 sono basati su versioni preliminari realizzate da Tom Hall, presenti nelle versioni alpha di Doom.

### Grafica
La maggior parte della grafica di Wolfenstein 3D era stata realizzata con un editor grafico; in Doom, per migliorare (e velocizzare) il processo alcuni nemici e oggetti sono stati realizzati partendo da modelli reali, come da statue in creta scolpite da Adrian Carmack o da modelli in latex e metallo realizzati da Gregor Punchatz. Questi furono fotografati in otto angolazioni differenti, poi importati, ritoccati e animati con un programma chiamato Fuzzy Pumper Palette Shop.
Fucile e pistola sono armi giocattolo, mentre la motosega è una Eager Beaver della McCulloch.
Anche alcune texture sono state create partendo da fotografie di superfici reali: in particolare una è stata realizzata partendo dalla trama degli stivali in pelle di serpente di Adrian Carmack, un'altra dalla foto di una ferita al ginocchio di Kevin Cloud; di quest'ultimo sono anche le mani che reggono le varie armi.

### Sonoro
Molti effetti sonori usati da Doom provengono da una libreria di effetti audio royalty free, la Sound Ideas General series: per questo motivo, spesso gli stessi effetti si possono ascoltare anche in film, telefilm o altri videogiochi. Le musiche, composte da Bobby Prince, sono in molti casi pesantemente ispirate a pezzi heavy metal di gruppi celebri come, fra gli altri, Metallica, Pantera e Slayer; tuttavia nessuno di questi ha mai fatto causa per plagio alla id Software. Secondo John Romero, che prestò al musicista diversi dischi dei gruppi in questione, questo deriva dal fatto che Prince è anche un avvocato, e quindi a conoscenza di quante battute identiche era possibile inserire nei pezzi senza incorrere in infrazioni di copyright.

### Modificabilità

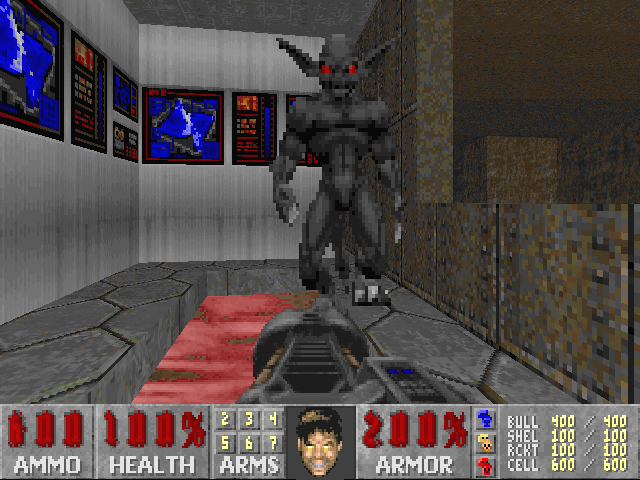
Freedoom, versione open source di Doom

Già poco dopo la pubblicazione di Wolfenstein 3D, alla id furono stupiti nel reperire, tramite internet, dei file amatoriali che modificavano diversi aspetti di gioco. Durante la creazione di Doom, gli autori tennero quindi conto di questo (all'epoca sottovalutato) aspetto; in particolare John Carmack, grande estimatore del software Open source, cercò di rendere il gioco facilmente modificabile.
Dopo un breve periodo di studio, alcuni appassionati realizzarono programmi come l'editor di livelli DEU, DeuTex, in grado di estrarre o introdurre grafica e sonoro, e DeHackEd, realizzato per alterare i valori (dai nomi dei livelli alla potenza delle armi). Grazie a questi strumenti cominciarono inizialmente ad apparire sulla rete semplici livelli aggiuntivi; col passare del tempo, e l'affinarsi egli editor e della abilità degli utenti, uscirono vere e proprie conversioni "totali", che andavano a modificare ogni aspetto del gioco originale e che hanno allungato di anni la vita commerciale di Doom. Uno dei primi e più noti fu Aliens-TC, creato da Justin Fisher nel 1994, ambientato nei luoghi del celebre film Alien. Altri esempi includono conversioni dedicate a Batman, ai Ghostbusters, a Guerre stellari e alla serie de La Casa, mentre fra i progetti originali si possono segnalare Mordeth, STRAIN, Memento Mori e RTC-3057. Lo United States Marine Corps, una delle forze armate americane, distribuì una versione modificata, Marine Doom, con lo scopo di "insegnare il lavoro di gruppo, la coordinazione e il decision-making".
Progetti particolari sono Freedoom, che ha come obiettivo realizzare una versione di Doom completamente open source, costituito da grafica, audio e livelli realizzati da zero e funzionante attraverso il motore grafico originale, in maniera similare al progetto OpenArena basato su Quake, e PSDoom, versione per sistemi Linux dove ai mostri sono associati i vari processi di sistema: uccidendoli, i veri processi vengono terminati, come avviene utilizzando il comando kill.
Alcuni autori di livelli particolarmente abili sono diventati, in seguito, membri (o in alcuni casi fondatori) di software house professionali. Tra i casi più noti Tim Willits, capo-designer id Software; Tom Mustaine e Richard Gray, cofondatori di Ritual Entertainment; Iikka Keranen e Dario Casali, disegnatori di livelli alla Valve Software.

### Multigiocatore
A parte la sfida per giocatore singolo, Doom è stato uno dei primi titoli a offrire la possibilità di cimentarsi nelle modalità multiplayer in rete. Tramite rete locale ethernet IPX è possibile creare partite con fino a quattro giocatori in contemporanea, mentre tramite collegamento telefonico diretto via modem o con un cavo null modem attraverso la porta seriale il massimo è di due. Gli incontri possono essere di due tipi: co-operative mode, nei quali due o più giocatori affrontano insieme i livelli di gioco (opportunamente dotati di un maggiore numero di munizioni) e deathmatch, dove i giocatori si scontrano fra di loro. Lo stesso termine "deathmatch", in seguito entrato in uso nel vocabolario dei videogiochi, è stato coniato proprio per Doom. Le partite possono essere configurate attraverso diverse varianti: ad esempio è possibile decidere se lasciare oppure no i mostri nella modalità deathmatch, se terminare la partita dopo un certo tempo, oppure attivare la modalità "Turbo" che permette spostamenti più rapidi.
Nella metà degli anni novanta era stato organizzato (da terzi, ma con un certo supporto da parte di id e da Romero in particolare) un servizio di gioco online chiamato "DWANGO" (acronimo di Dial-up Wide-Area Network Game Operation), per facilitare i contatti fra i vari giocatori sparsi per il mondo.

## Cloni e prodotti derivati

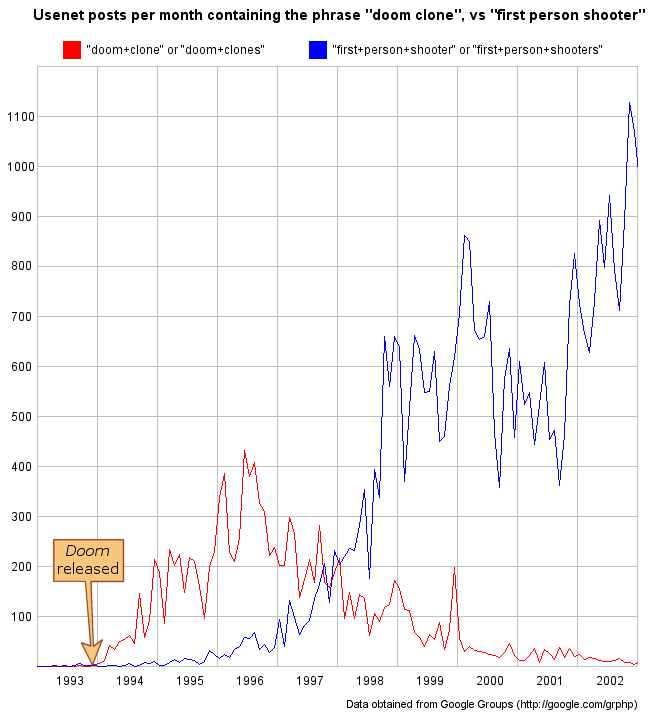
Il grafico confronta l'uso del termine "Doom clone" (linea rossa) contro "first person shooter" (linea blu) su Usenet fra il 1993 e il 2002

Già mesi dopo la pubblicazione del gioco, complice l'inizio della diffusione dei CD-ROM e dalla ancora scarsa diffusione della rete, cominciarono a proliferare una lunga serie di compilation e shovelware non ufficiali, create da aziende specializzate, spesso contenenti la versione shareware di Doom, e del materiale relativo al gioco, utilizzabile con la versione registrata (come editor e livelli aggiuntivi). Tra le più diffuse la serie D!Zone.
L'impatto del gioco fu molto elevato, così molte software house dell'epoca misero in produzione videogiochi in grado di cavalcarne il successo; la stampa e il pubblico li definiva "cloni di Doom" o "alla Doom". Fra i principali Rise of the Triad di Apogee, dove all'epoca lavorava Tom Hall dopo il forzato licenziamento; Dark Forces di LucasArts, ambientato nell'universo espanso di Guerre stellari; Marathon, di Bungie Software disponibile solo su Mac OS, e Strife, che introduceva elementi tipici del gioco di ruolo. Altri due giochi, pur essendo FPS "atipici", ottennero un ottimo successo: System Shock, orientato più sull'esplorazione e sulla risoluzione di enigmi che sull'azione pura, e Descent, che utilizzava un motore grafico in vero 3D e nemici poligonali, e permetteva una libertà di movimento totale in assenza di gravità, pubblicati rispettivamente nel 1994 e 1995. Sempre nel 1995 venne pubblicato Gloom, il primo clone di Doom per Amiga caratterizzato da un'ambientazione più fedele all'originale e un maggior livello di violenza grafica.
Il motore grafico del gioco, il Doom Engine, venne concesso ad altre compagnie attraverso una licenza: in particolare Raven Software realizzò con esso Heretic ed HeXen. Tra il 1996 e il 1997 uscirono anche Strife, impostato su uno stile RPG e che introdusse una maggiore interattività nell'ambiente e la non linearità dei livelli, che potevano essere esplorati anche più volte; Hacx: Twitch 'n Kill (oggi disponibile come freeware) e Chex Quest, titolo omaggio di una marca di cereali statunitense.

## Versioni
In seguito alla prima versione disponibile per sistemi MS-DOS, Doom è stato ufficialmente convertito per altri sistemi operativi (come Linux, Microsoft Windows, IRIX e Mac OS, per i palmari Pocket PC e Tapwave Zodiac, e per le console per videogiochi dotate dell'hardware necessario per poterlo eseguire. In particolare esistono versioni per la maggior parte delle piattaforme di quinta era, a partire da quella per Atari Jaguar, realizzata dallo stesso John Carmack insieme a Dave Taylor. Dalla versione Jaguar, dotata di livelli con architettura semplificata e priva dei nemici con le animazioni più complesse, verranno realizzate quelle per Sega 32X, 3DO, PlayStation, Sega Saturn e Game Boy Advance. Fa eccezione la versione per Super Nintendo, console della generazione precedente, per il quale è stato realizzato un motore grafico apposito in grado di sfruttare il chip aggiuntivo Super FX 2. In tempi più recenti il gioco è stato portato anche su Xbox e PlayStation 3, all'interno della Doom 3: BFG Edition.
Nel 1997 è stato pubblicato da id Software il codice sorgente (rimangono sotto copyright grafica, sonoro e livelli) sotto licenza open source; da allora sono state realizzate (da terze parti e disponibili gratuitamente) versioni di Doom per sistemi che non prevedevano una pubblicazione ufficiale: tra le altre si possono citare quelle per Amiga, per OS/2, per Dreamcast e per Wii. Esistono inoltre port atti sia a mantenere la compatibilità con i moderni sistemi operativi, sia ad apportare migliorie come il supporto per risoluzioni più elevate e la possibilità di giocare in multiplayer su Internet.
Doom è stato portato anche su apparecchiature normalmente non destinate all'uso videoludico, come stampanti o fotocamere digitali.

## Accoglienza
| Testata                      | Versione | Giudizio |
| ---------------------------- | -------- | -------- |
| GameRankings (media al 2019) | DOS      | 86,67%   |
| The Games Machine            | DOS      | 95%      |
| K                            | DOS      | 93%      |
| Computer+Videogiochi         | DOS      | 94%      |
| Computer+Videogiochi         | 32X      | 90%      |
| Edge                         | DOS      | 7/10     |
| Dragon                       | DOS      | 5/5      |
| Mega Console                 | 32X      | 92%      |

Il gioco superò di gran lunga il suo predecessore Wolfenstein 3D, sia per quanto concerne la popolarità tra il grande pubblico, sia per l'influenza sull'industria dell'intrattenimento grazie alle numerose novità introdotte.
Il fenomeno ebbe un impatto così grande che molte aziende (tra le altre Intel e Lotus Software) e università vietarono specificamente l'utilizzo del gioco nelle loro sedi, per evitare che le reti venissero intasate o perché non venisse utilizzato in rete anche durante gli orari di lavoro.
Non è conosciuto il numero totale di copie vendute, includendo tutti i giochi che hanno portato il nome Doom, ma potrebbe essere ben superiore ai quattro milioni; l'incasso delle vendite del solo Doom II è stato superiore a 100 milioni di dollari. Nel 1995 la popolarità era così alta che, secondo una stima, era presente in più computer Doom che Windows 95, nonostante l'enorme campagna pubblicitaria di quest'ultimo. Bill Gates, che considerò di acquistare id Software, decise di far realizzare una versione di Doom per Windows 95, che venne programmata inizialmente da Gabe Newell con le librerie WinG. Lo stesso Bill Gates è il protagonista di un video dove appare "dentro" il gioco, decantando le potenzialità delle DirectX.
Nel 1994 Doom è stato premiato come Miglior Gioco dell'Anno dalle testate PC Magazine e Computer Gaming World, e Miglior Gioco di Azione-Avventura dall'Academy of Interactive Arts & Sciences. Nel 2004 la rivista PC Gamer ha proclamato Doom come gioco che ha maggiormente influenzato il mondo dei videogiochi; nello stesso anno il sito GameSpy lo ha eletto primo in una lista "top 50", stilata da esperti del settore (tra i quali Richard Garriott), mentre Gamespot lo ha incluso fra i 10 giochi più importanti di tutti i tempi e fra i 15 titoli PC più influenti della storia. Doom è stato dichiarato uno dei dieci videogiochi più importanti di sempre anche da Henry Lowood della Stanford University, nel marzo 2007.
Doom divenne noto per l'allora alto livello di violenza e per i vari riferimenti satanici presenti nei livelli di gioco; insieme a Mortal Kombat, Night Trap e Lethal Enforcers fu uno dei titoli che portò alla creazione dell'ESRB. Venne criticato prima della sua effettiva pubblicazione: su una rivista canadese venne pubblicato l'articolo A Parent's Nightmare Before Christmas ("L'incubo dei genitori prima di natale", gioco di parole su Nightmare Before Christmas), nel quale veniva sottolineato come il gioco fosse "pericolosamente realistico" e "particolarmente invasivo" (per il suo metodo di distribuzione).
L'associazione statunitense Killology Research Group, gruppo di studio fondato da un ex-militare, dichiarò di ritenere Doom un "simulatore di omicidio". Un'ulteriore fonte di controversie è stata la presenza di una parte di pavimento a forma di svastica nel quarto livello del primo episodio: Romero, autore del livello, si difese dicendo che era un semplice omaggio a Wolfenstein 3D; tuttavia questa venne modificata attraverso una delle prime patch distribuite.
L'omaggio a Wolfenstein 3D venne in seguito riproposto in Doom II, sotto forma di due interi livelli segreti ispirati ad esso.
Le controversie ripresero quando si scoprì che i due autori del massacro alla scuola di Columbine, avvenuto nel 1999, erano patiti del videogioco.
Una leggenda metropolitana dice che uno di essi, Eric Harris, creò livelli aggiuntivi per "prepararsi" alla strage, con tanto di rappresentazione grafica dell'edificio scolastico e dei compagni di classe. In realtà, pur avendo realizzato alcuni livelli, questi non sono correlati al delitto.
Nel 1999 il ministro della giustizia brasiliano ha dichiarato Doom e altri cinque videogiochi (tra gli altri Duke Nukem 3D e Mortal Kombat) fuorilegge, e ne ha ordinato il ritiro dai negozi.

## Altri media

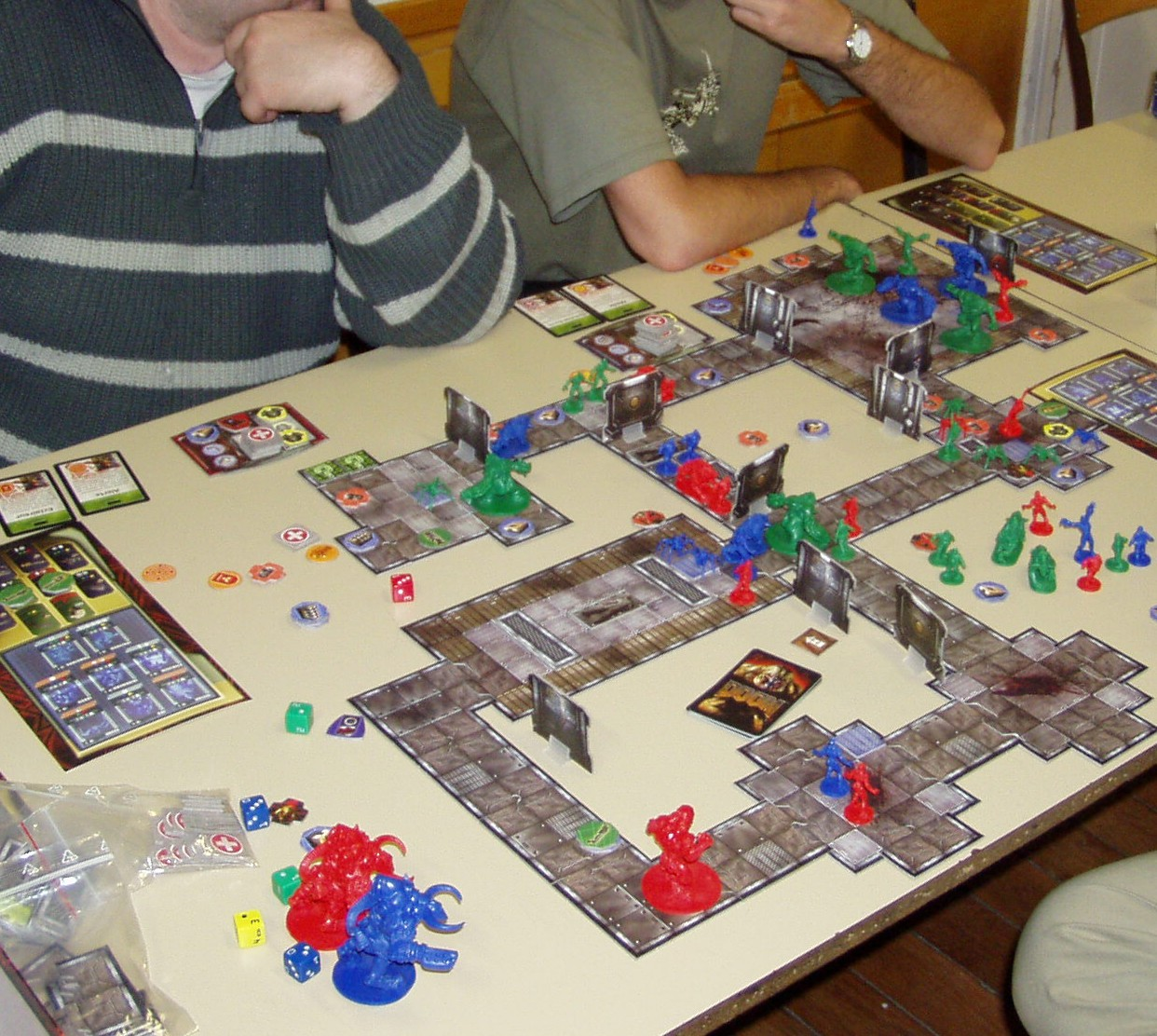
Il gioco da tavolo

Fra il materiale ufficialmente riconosciuto da id Software sono da notare una serie di miniature prodotte da Reaper Miniatures, riproducenti tutte le creature all'interno del gioco; una quadrilogia di romanzi scritti da Dafydd Ab Hugh e Brad Linaweaver e pubblicati dal 1995 al 1996 intitolati Knee Deep in the Dead, Hell on Earth, Infernal Sky e Endgame. Nel 1996 è stato pubblicato un fumetto, disegnato da Tom Grindberg e intitolato Knee Deep in the Dead; è stato incluso all'interno della compilation id Anthology e distribuito durante una convention di videogiochi.
Nel 2003 è stato pubblicato il libro Masters of Doom, scritto da David Kushner, che racconta la storia della id Software e lo sviluppo dei loro giochi; inoltre, in Italia Doom è il tema centrale di una raccolta di saggi, curata da Matteo Bittanti e Sue Morris, intitolata Doom. Giocare in prima persona, libro della collana videoludica game culture della casa editrice Costa & nolan.

### Giochi da tavolo
Nel 2004 viene pubblicato da Fantasy Flight Games un gioco da tavolo, Doom: The Boardgame, basato sulla serie di Doom e con estetica dei componenti e del manuale direttamente tratta da Doom 3. Nel 2005 viene pubblicata un'espansione per il gioco, Doom: The Boardgame Expansion Set, che si ispira direttamente all'espansione Resurrection of Evil di Doom 3.
Nel 2016 viene pubblicato dallo stesso editore un secondo gioco da tavolo, DOOM: The Board Game, con estetica dei componenti e del manuale direttamente tratta dal reboot Doom.

### Film
Fin dalla pubblicazione del primo episodio, Doom è stato più volte sul punto di essere trasposto al cinema, ma è solo nel 2005 che ha visto la luce, a seguito della pubblicazione di Doom 3 e del successo di altre produzioni cinematografiche ispirate ai videogiochi. La trama del film Doom, diretto da Andrzej Bartkowiak, ha alcuni punti di contatto con la serie di videogiochi, in particolar modo con Doom 3, pur non includendo la dimensione infernale, caratteristica del terzo capitolo della saga videoludica.
Nel 2019 è stato pubblicato un secondo film, Doom: Annihilation, diretto da Tony Giglio, in cui viene proposta una trama più fedele a quella dei videogiochi, basata sul teletrasporto e sulla dimensione infernale. Realizzato con un basso budget e destinato esclusivamente al mercato home video e digitale, il film è attualmente inedito in Italia.